# おもちエイリアン
おもちエイリアンとは、borutanext5作成のキャラクターである。様々なグッズ展開に加え、でんぱ組.inc「でんでんぱっしょん」ミュージックビデオにも出演を果たしている。

## 概要
第百三十五惑星”アミ”に住む五才のエイリアン。ようちえんに通いながら地球侵略をめざしている。好きな食べ物はうどんと干し芋。